# Knoblauch (Adelsgeschlecht)

Wappen derer von Knoblauch

Knoblauch (auch Knobelisk, Knoblok, Clebeloke, Clebeloc, Cnobeloc oder Knobloch) ist der Name eines alten mittelmärkischen Adelsgeschlechts, das dem havelländischen Uradel angehört und sich vermutlich nach dem Dorf Knoblauch (1197–1969) bei Ketzin an der Havel nennt.

## Geschichte
Mit der Witwe Margarete dicta de Clebeloke wird am 24. Dezember 1316 das Geschlecht erstmals urkundlich erwähnt. Die direkte Stammreihe beginnt mit Fritze von Knobelauch (Fricze von Knoblok, laut Lehnsbrief von 1416), der erstmals 1375 auf Pessin erwähnt wurde. Sein Sohn Sigismund von Knoblauch (Sigmunden von Knoblok) erhielt gemäß Lehnsbrief von 1416 das Dorff Possin (Pessin) vom Markgrafen Friedrich I. als Lehenserbe. Er wurde damit Stammvater der Familie von Knoblauch zu Pessin, deren Ära in Teilen zu Pessin erst 1932 durch Zwangsversteigerung endete. Vorher war Arnold von Knoblauch-Lögow auf Pessin II und III als Letzter seiner Familienlinie ohne männlichen Erben 1911 verstorben. Der Johanniterritter Wilhelm von Knoblauch, auf Pessin VI und VI, starb 1943. Seine Söhne Joachim Friedrich und Alfred von Knoblauch starben in den Nachkriegsjahren in Haft.
Neben Pessin konnte die Familie mehrere Jahrhunderte noch die Havelland-Güter Ferchesar I und IV sowie Buschow I und II erfolgreich führen, größtenteils bis zur Bodenreform. Die Belehnung des Familienzweiges von Knoblauch-Pessin mit dem ersten Hufen in Buschow durch das Domkapitel Brandenburg datierte auf den 3. Juni 1522. Buschow speziell bestand konkret aus zwei Gütern. Einem Gut aus so genannten altem Besitz, einem Lehngut. Dazu gab es am Ort ein Allodialgut, ein freies Gut.
Dem königlich preußischen Rittmeister und Gutsbesitzer Friedrich Wilhelm von Knoblauch (1798–1852) und speziell seiner Ehefrau Pauline von Bardeleben (1811–1884) verdankt der Ort Paulinenaue seinen Ortsnamen. Beider Tochter Pauline von Knoblauch heiratete Wolf von Bredow. „Sagt man von den Bredows, dass hinter jedem Busch im Havelland ein Bredow säße, so kann man getrost auch behaupten, dass hinter jedem Bredow noch ein Knoblauch saß. Die Besitzverhältnisse an den Rittergütern im Havelland zeigen, dass neben den Bredows zu anderen Zeiten dieselben Güter den Knoblauchs gehörten.“ (Quelle: Ketziner Heimatverein über den Ort Knoblauch)

Wappen derer von Knoblauch

Die Knoblauchs waren standesgemäß aktiv im Johanniterorden und gingen vor der Ausbildung zum Landwirt oder als Offizier zumeist als Zöglinge auf das dem alten brandenburgischen Adel so traditionsreichen Adelsinternat der Ritterakademie am Dom zu Brandenburg.

## Wappen
In Schwarz, teils in rot, drei (2, 1) silberne Knoblauchzwiebeln. Auf dem Helm mit schwarz-silbernen Decken eine aufrecht stehende silberne Knoblauchzwiebel, früher auch drei nebeneinander.